# 贾科莫·洛美里尼宫
44°24′47.75″N 8°55′47.94″E / 44.4132639°N 8.9299833°E

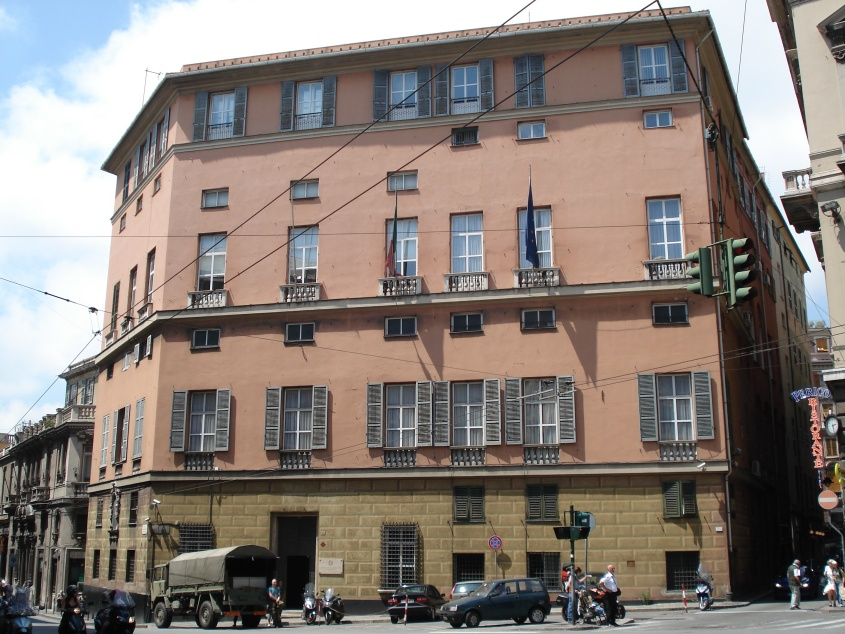

贾科莫·洛美里尼宫（Palazzo Giacomo Lomellini）是一座历史建筑，位于意大利热那亚造币所广场2号，2006年作为罗利宫殿体系的42座宫殿之一，被列为世界文化遗产。
该建筑建于1619-1623年，连同毗邻的德马里尼-斯皮诺拉宫（palazzo De Marini-Spinola），是意军在利古里亚的军事指挥部所在地。